# Laure Manaudou
Laure Manaudou (Villeurbanne, 9 d'octubre de 1986) és una exnedadora francesa d'estil lliure individual (200, 400, 800, 1500 m), d'esquena (50 i 100 m) i de lliures (200 i 400 m).
L'any 2006 abandonà el Centre de Natació de Melun Val de Seine, on l'entrenava per Philippe Lucas, i recalà al club de Canet de Rosselló, Canet 66 natation, després de disputar el Campionat d'Europa de natació celebrat a Budapest.
El maig del 2007 abandonà el club francès i s'incorporà al club torinès de La Presse Nuoto. Les tensions aparegueren amb el seu entrenador Paolo Penso, i la portaren a abandonar el club italià el 6 d'agost de 2007. Des de setembre de 2007, la nedadora s'entrenà amb el seu germà gran, Nicolas, a Ambérieu-en-Bugey (Ain).
Des del 21 de gener de 2008, Manaudou s'entrenà a Mulhouse sota la direcció de Lionel Horter, antic entrenador de Roxana Maracineanu.

## Els inicis
Laure Manaudou és la filla de Jean-Luc Manaudou, empleat de banca, jugador i entrenador d'handbol, i d'Olga Schippers, jugadora holandesa de bàdminton. Manaudou fou inscrita a la natació a l'edat de 4 anys.
Té dos germans. Nicolas, el gran, exerceix d'entrenador de natació. El petit, Florent, és nat el 1990.
Dels 6 als 14 anys, Laure Manaudou s'entrena al club de natació d'Ambérieu-en-Bugey, a l'Ain, on ella passà la infància.
Fou Philippe Lucas, entrenador casat amb una nedadora retirada de l'equip olímpic francès, qui va convèncer els seus pares de la possibilitat que Laure triomfés en el món de la natació i es convertís en una campiona. Els primers anys, ella viu a la llar del seu entrenador a Melun fins que s'instal·la en un apartament proper a la piscina de Melun.

## Els primers èxits
El 2001, durant els Campionats d'Europa junior disputats a Malta, Manaudou aconsegueix dos medalles de plata en les proves de 50 m i els 100 m esquena. L'any següent, durant els Campionats d'Europa junior celebrats a Linz, Àustria, es proclama campiona d'Europa junior en els 100 m esquena i doble subcampiona d'Europa en 50 m esquena i 200 m lliures.
El 2003, durant els Campionats de França a Saint-Étienne, obté cinc medalles d'or (400, 800, 1500 m; 50 i 100 m esquena), bat quatre rècords de França i es classifica pels Campionats del Món de Barcelona. Sense el seu entrenador de tota la vida, obté uns resultats decebedors (7a en 50 m esquena, 11a en 100 m esquena, 13a en 400 m lliures i 19a en els 800 m). Tanmateix, l'any 2003 el tanca amb una medalla de bronze en 100 m esquena obtinguda durant els Campionats d'Europa en piscina curta disputats a Dublín.
El 2004, durant els Campionats de França a Dunkerque, obté quatre títols nacionals (400 i 800 m lliures; 50 i 100 m esquena). En els Campionats d'Europa a Madrid aconsegueix tres medalles d'or (400 m, 100 m esquena i 4x100 m lliures. Als Jocs Olímpics d'Atenes del 2004, suma tres medalles olímpiques (medalla d'or en 400 m lliures, plata en 800 m lliures i bronze en 100 m esquena) i dona a França la seva primera medalla d'or en una prova de natació després de l'aconseguida per Jean Boiteux a Hèlsinki el 1952.
El 2005, en els Campionats de França disputats a Nancy obté cinc títols nacionals (400, 800, 1500 m lliures i 50 i 100 m esquena). Als Campionats del Món de Mont-real obté la medalla d'or en els 400 m lliures. En els Campionats de França de piscina curta, a Chalon-sur-Saône, aconsegueix sis títols nacionals (400, 800, 1500 m lliures; 50, 100 m esquena; 200 m lliures) i bat vuit rècords. En els Campionats d'Europa en piscina curta de Trieste, obté tres medalles d'or (400, 800 m lliures; 100 m esquena) i bat els rècords mundials de 400 m (3'56"79) i 800 m. (8'11"25).

## La consagració
En els Campionats de França del 2006 a Tours, guanya quatre nous títols nacionals (200, 400, 800, 1500 m lliures; 100 i 200 m esquena; 200 i 400 m lliures; relleus 4x200 m lliures amb el club de Melun), batent el 12 de maig del 2006 el mític rècord del món dels 400 m lliures en piscina olímpica (50 m), en possessió de la nord-americana Janet Evans des dels Jocs Olímpics de Seül de 1988 (4'03"85), deixant-lo en 4'03"03.
El 6 d'agost de 2006, bat de nou el seu propi rècord durant la final dels Campionats d'Europa de natació de Budapest, fixant-lo en 4'02"13. Obté a més, set medalles (4 d'or: 400 i 800 m lliures; 100 m esquena i 200 m lliures; 3 de bronze: 200 m lliure, relleus 4x200 lliure i 4x100 lliures), igualant així el rècord de títols dins un mateix Campionat d'Europa, en possessió de l'alemanya Ute Geweniger (1981) i l'hongaresa Krisztina Egerszegi (1993).
Consagrada campiona dels campions francesos pel rotatiu esportiu L'Équipe el 2004, és condecorada amb la Legió d'Honor i es parla de concedir-li el premi del patriotisme Maurice-Schumann i el Gran Premi olímpic de l'Acadèmia dels Esports.
Laure Manaudou inaugura una piscina olímpica al seu centre d'entrenament de Melun i participa en una campanya publicitària de la casa esportiva Arena, estrenada el 10 d'octubre del 2005, "Catch me if you can".
El 12 d'agost del 2006, Philippe Lucas anuncia la marxa de Laure Manaudou del club de Melun. La nedadora recala en el Canet 66 natation, club de Canet de Rosselló.
Durant els Campionats del món de natació del 2007 a Melbourne (Austràlia), Manaudou confirma el seu estatus de favorita conquerint dos medalles d'or en 400 m i 200 m lliures (on bat el rècord del món), dues medalles de plata en els 800 ⋅m lliures i els 100 m esquena, i una de bronze en els relleus femenins 4x200 m (amb Alena Popchanka, Sophie Huber et Aurore Mongel), emportant-se 122.640 € en premis. És coronada com a millor nedadora dels Campionats, juntament amb el nord-americà Michael Phelps.
El 22 de març de 2007, François Pinault, fundador del grup PPR, es decideix a contractar personalment Laure Manaudou a través d'Artémis, l'hòlding patrimonial presidit pel seu fill François-Henri, finançant la carrera de la nedadora durant els propers cinc anys. "Es tracta d'una col·laboració històrica i única dins l'esport francès : és una operació de mecenatge, no d'esponsorització. Laure no tindrà cap obligació", declara Didier Poulmaire, advocat i agent de la nedadora. El contracte voreja el milió d'euros anuals i es pot prorrogar en cas que la campiona olímpica del món dels 400 m lliures participi en els Jocs Olímpics de Londres del 2012.

## Maig 2007: la ruptura amb Philippe Lucas i l'aventura italiana
El 6 de maig de 2007, Laure Manaudou, decideix separar-se del seu entrenador i marxa a entrenar-se a Itàlia, prop de la seva parella Luca Marin. Ella declara que "entre Itàlia i França, jo escullo a Luca, l'amor de la meva vida".
El 9 de maig, durant una conferència de premsa a Canet de Rosselló, explica la decisió de recalar al club torinès de LaPresse Nuoto per donar un nou impuls a la seva carrera. Conserva però, la llicència a Canet de Rosselló per continuar defensant els colors de França a les competicions internacionals amb la intenció d'aconseguir un nou títol olímpic a Pequín.
Com a reacció a la ruptura amb la seva antiga protegida, Philippe Lucas declara durant una conferència de premsa a Canet de Rosselló, el 10 de maig, que Laure Manaudou "sembla que no té ganes de treballar. Ella fuig del treball".
Després de múltiples interpretacions, la Federació italiana de natació comunica el 14 de maig que prefereix que Laure Manaudou no s'entreni dins la península Itàlica fins que s'aclarin les circumstàncies de la seva situació contractual. El 17 de maig, durant una conferència de premsa a Torí, Laure Manaudou precisa les raons del seu canvi.
El 22 de maig, nou cop de teatre : impedeixen a la nedadora francesa entrenar-se a Verona amb el seu company Luca Marin. Tanmateix, el dia abans, Laure Manaudou s'havia entrenat a Verona abans de retornar a Torí. Mentrestant, les dues nedadores italianes, Federica Pellegrini i Alesia Filippi, que s'entrenen a Verona, no veuen amb bons ulls la presència de la francesa entre elles.
El 29 de maig, Laure Manaudou, és llençada a l'aigua per Nicola Febbraro i Leonardo Tumiotto, dos dels seus companys d'entrenament, i pateix una fractura "del quart metatarsià del peu esquerre" segons un comunicat del seu club, LaPresse. Això li va impedir participar en les competicions de Mòdena (2-3 de juny), Canet de Rosselló (9-10 de juny) i Montecarlo (16-17 de juny).

## Cap alsJocs Olímpics de Pequín

### Campionats de França 2007: un retorn esperat
Recuperada de la fractura que la tingué fora de les piscines durant tres setmanes, Laure Manaudou participa en els Campionats de França de natació de 2007, disputats del 24 als 28 de juny a Saint-Raphaël (Var). Es replanteja la participació en alguna de les vuit proves que sovinteja : 50 i 100 m esquena, els 200, 400, 800 i 1500 m lliures i els 200 m lliures i els 200 m papallona, i acaba descartant els 1500 m lliures i els 200 m lliures per aconseguir el màxim d'èxits a la resta de curses facilitant la recuperació física.
El 24 de juny s'imposa, no sense dificultats, als 800 m lliures, amb un temps de 8'31"26, davant Coralie Balmy (8'32"01) i Sophie Huber (8'32"20). Amb el 43è títol nacional a la butxaca, Laure Manaudou acaba 3a en els 200 m papallona (2'12"73), darrere d'Aurora Mongel (2'10"63) i Magali Rousseau (2'10"87).
El 25 de juny, Laure Manaudou s'imposa a la final de 50 m esquena, una disciplina que mai havia considerat prioritària a les competicions internacionals, amb un temps de 28"93, a nou centèssimes del seu propi rècord, establert el març a Melbourne.
A la tercera jornada dels campionats, Laure Manaudou fa callar a tots els detractors les crítiques dels quals jutjaven el seu pobre rendiment després de la separació amb el seu entrenador Philippe Lucas, afegint una nova medalla d'or a les dues fins ara obtingudes en la categoria de 400 m -la seva distància predilecta- amb un avantatge de sis segons sobre la segona classificada Coralie Balmy i un temps de 4'03"38, a 1"25 del seu propi rècord del món.
El 27 de juny, Laure Manaudou aconsegueix el seu 4t títol. La nedadora de Canet s'imposa a la final de 200 m amb un temps d'1'57"48 per davant d'Alena Popchanka i Coralie Balmy.
El 28 de juny aconsegueix dos nous títols : s'imposa en els 100 m esquena amb la seva desena millor marca personal (1'01"22) davant d'Esther Baron (1'01"71) i venç a la final de relleus 4x100 lliures amb el seu club (4'08"95 i rècord de França de clubs).
Laure Manaudou tanca els Campionats de França amb els títols de 200, 400 i 800 lliures, 50 i 100 m esquena, sumant un total de 47 medalles en Campionats nacionals, 28 en piscina olímpica.

### Elculebrot Manaudou: fi de l'aventura italiana i retorn a Ambérieu
El 6 d'agost, després de participar en l'Open de París de natació, Laure Manaudou dona per tancat el periple italià. L'origen es troba en les tensions amb el seu entrenador Paolo Penso, que li reclama poca intensitat a l'Open disputat.
A la tarda, el conseller jurídic de la campiona, Didier Poulmaire, precisa que Manaudou i el seu entorn s'han compromès a accelerar els contactes per retrobar les condicions d'entrenament i possibilitat de millora del seu rendiment en el club de Canet de Rosselló (Canet 66 natation).
El 7 d'agost, Jean-Luc Manaudou, pare de Laure Manaudou, anuncia en una conversa telefònica amb el periòdic esportiu L'Équipe, que Nicolas Manaudou, germà gran de Laure i entrenador de Florent - campió cadet de França en 50 m el 2007 - s'encarregarà d'entrenar la nedadora francesa a Ambérieu-en-Bugey a la tornada de les Maldives d'aquesta, on passa les vacances.
El 28 d'agost, després de molts rumors durant tot el mes sobre el futur entrenador de la nedadora, Laure Manaudou anuncia, durant una conferència de premsa, que necessita temps abans de prendre la decisió final sobre el seu futur a mitjà termini. La campiona olímpica francesa s'entrena el mes de setembre sota la supervisió de Nicolas després d'excloure la possibilitat de tornar a Torí i de retornar amb Philippe Lucas, el seu antic entrenador.
El 22 de setembre, la nedadora anuncia que definitivament s'entrenarà sota la supervisió de Nicolas per preparar els Jocs Olímpics de Pequín de 2008. Utilitzarà la piscina curta d'Ambérieu i la piscina olímpica d'Oyonnax.
Després d'un any 2007 marcat per les cinc medalles mundials (dues d'or), un rècord del món i dos rècords d'Europa, Laure Manaudou és designada nedadora de l'any 2007 per la publicació mensual nord-americana Swimming World Magazine. Es converteix així en la primera nedadora francesa distingida a nivell mundial, reeditant alhora el títol de millor nedadora europea de l'any.

### L'afer amb les fotografies despullada i el vídeo difós per Internet
Després de retornar a França, Laure Manaudou comença una relació sentimental amb el nedador francès Benjamin Stasiulis. A principis de desembre, apareixen a Internet unes captures de pantalla d'un vídeo enregistrat per telèfon mòbil mostrant una jove nua semblant a Laure Manaudou, tot just l'endemà d'un nou altercat produït amb Luca Marin en els campionats d'Europa de piscina curta. L'italià desmenteix qualsevol responsabilitat en la difusió de les fotos.

### Campionats d'Europa 2008 a Eindhoven
Laure Manaudou hi participa en poques proves. Als 200 m. esquena, on s'estrena a nivell internacional, bat el rècord nacional francès i s'emporta el títol. Als 100 m esquena, després de perdre el rècord d'Europa a les semifinals, acaba segona darrere la russa Anastasia Zueva, nova plusmarquista europea. També participa en el relleu 4x200 m, on les franceses s'enduen l'or. No participa en els 800 m, dedicant tot l'esforç a la prova dels 400 m, on la italiana Federica Pellegrini li arrabassa el rècord del món, i el deixa en 4'01"53.

### Campionats de França 2008 a Dunkerque
Qualificatius per als propers Jocs Olímpics de Pequín, competeix amb el mateix programa que disputarà a la capital xinesa: 100 m, 200 m, 400 m, 800 m lliures i 100 i 200 m esquena.
El dilluns 21 de maig, després de dues qualificacions marcant el millor temps en 100 m esquena i 400 m, és derrotada per Camelia Potec i Coralie Balmy en els 400 m. Es classifica per a Pequín amb una marca de 4'6"67, derrotada per primer cop des del 2004 a la distància.
El dimarts 22 de maig realitza la quarta millor marca a les sèries dels 200 m lliures. Al migdia, declara que es concentrarà en els 100 m esquena, on marca un registre de 1'0"00.
El dijous 24 de maig no pren la sortida en els 100 m, ni en els 800 m l'endemà. El divendres 25 de maig marca el segon millor temps en els 200 m esquena a les semifinals. L'endemà, amb un registre de 2'6"64, nou rècord de França, aconsegueix el bitllet per Pequín.

## Jocs Olímpics de Pequín: la decepció
Participa en els 400 m (distància en la qual havia obtingut l'or olímpic en els anteriors Jocs Olímpics d'Atenes al 2004, els 100 m i els 200 m esquena. Laure Manaudou no s'endú cap medalla.
El 10 d'agost, acaba segona la seva sèrie dels 400 m, marcant un temps de 4'04"93, per darrere de Camelia Potec, fet que li dona accés a la final. A l'altra sèrie, la italiana Federica Pellegrini bat el rècord olímpic de Janet Evans, deixant-lo en 4'02"19. L'endemà, a la final, i sortint per carril núm.8, es manté líder després dels primers 150 m. Acaba en darrer lloc, amb una marca de 4'11"26, a 8"04 de la guanyadora, la britànica Rebecca Adlington.
En els 100 m esquena, segona a la seva sèrie (1'00"09, darrere la japonesa Reiko Nakamura, qui bat el rècord olímpic, i el deixa en 59"36), acaba quarta a semifinals (1'00"19, darrere la zimbauesa Kirsty Coventry, rècord del món en 58"77, la russa Anastasia Zueva, 59"77, i la nord-americana Margaret Hoelzer, 59"84), i aconsegueix la darrera plaça per a disputar la final, en què acabarà setena, amb un temps d'1'00"10.
El 14 d'agost participa en els 200 m esquena. Tercera a la seva sèrie, amb una marca de 2'09"39, darrere de la xinesa Zhao Jing i la russa Anastasia Zueva, no disputa la final a l'acabar l'última de les dues sèries de semifinals amb un temps de 2'12"04.
Decideix no participar en els 4x100 estils.
La vigília d'aquesta eliminació, Laure Manaudou confessa que està rumiant agafar-se un temps per a reflexionar i no precipitarà el retorn a les piscines. D'altra banda, no deixa tancada la possibilitat d'un retorn a la disciplina de Canet de Rosselló. El 22 d'agost, el seu entrenador Lionel Horter confirma que la nedadora fitxa pel club Mulhose Olympic Natation.

## 2008-2009: una carrera truncada
El 6 d'octubre de 2008, Laure Manaudou confirma oficialment el retorn al Cercle des Nageurs de Marsella. A Angers, en els Campionats de França en piscina curta, s'inscriu en els 50, 100, 200 i 400 m estil lliure i a les tres proves d'esquena. A la primera jornada acaba tercera en els 200 metres esquena, per darrere d'Alexianne Castel i Cloé Crédeville i vuitena a les sèries dels 50 m estil lliure. S'adjudica les proves dels 50 i els 100 metres esquena amb dos nous records dels Campionats, convertint-se en la nedadora amb més títols en els Campionats de França de natació superant Claude Mandonnaud.
A Rijeka, en els Campionats d'Europa en piscina curta, participa en els 50, 100 i 200 metres esquena, adjudicant-se la seva 41a medalla internacional en els 100 metres esquena, on acaba en tercera posició.
El desembre participa en la trobada internacional en piscina curta de l'oceà Índic a Saint-Paul batent el record de França de clubs en els 4x100 metres estils (3 min 59 s 87) al costat de les seves companyes del club CN Marsella Andrea Baudry, Diane Bui Duyet i Angéla Tavernier. 89è record nacional de la seva carrera.
El 21 de gener de 2009, es declara en un "estat de saturació que li impedeix gaudir de la natació", decidint posar fi a la temporada, segons publica el mitjà de comunicació La Provence i confirma el mateix president del CN Marsella, Paul Leccia.